# Resolutie 1739 Veiligheidsraad Verenigde Naties
Resolutie 1739 van de Veiligheidsraad van de Verenigde Naties werd unaniem aangenomen op 10 januari 2007 en was de eerste resolutie van de VN-Veiligheidsraad in dat jaar. De resolutie herschreef en verlengde het mandaat van de VN-vredesmacht in Ivoorkust tot 30 juni 2007.

## Achtergrond
In 2002 brak in Ivoorkust een burgeroorlog uit tussen de regering in het christelijke zuiden en rebellen in het islamitische noorden van het land. In 2003 leidden onderhandelingen tot de vorming van een regering van nationale eenheid en waren er Franse en VN-troepen aanwezig. In 2004 zegden de rebellen hun vertrouwen in de regering op en namen opnieuw de wapens op. Op 6 november kwamen bij Ivoriaanse luchtaanvallen op de rebellen ook 9 Franse vredeshandhavers om. Nog die dag vernietigden de Fransen de gehele Ivoriaanse luchtmacht, waarna ongeregeldheden uitbraken in de hoofdstad Abidjan.

## Inhoud

### Waarnemingen
Men was bezorgd om de aanhoudende crisis in Ivoorkust en de verslechterende toestand die ernstige humanitaire gevolgen met zich meebracht.

### Handelingen
Het mandaat van de UNOCI-vredesmacht en dat van de ondersteunende Franse troepen werd verlengd tot 30 juni 2007 en ook het mandaat zelf werd als volgt aangepast:
a. Toezicht op de beëindiging van de vijandelijkheden en de bewegingen van gewapende groepen,
b. Ontwapening, demobilisatie, herintegratie, repatriëring en herhuisvesting,
c. Ontwapening en ontmanteling van milities,
d. Identificatie van de bevolking en registratie van kiezers,
e. Hervormen van de veiligheidsdiensten,
f. Bescherming van VN-personeel en -instellingen en de bevolking,
g. Toezicht op het wapenembargo,
h. Humanitaire hulp ondersteunen,
i. Het herstel van het staatsbestuur ondersteunen,
j. De organisatie van verkiezingen ondersteunen,
k. Bijstand verlenen op het vlak van mensenrechten,
l. De bevolking inlichten,
m. Ordehandhaving.
Ook de provisies in de resoluties 1609 en 1682 werden voor dezelfde periode verlengd.

## Verwante resoluties
- Resolutie 1726 Veiligheidsraad Verenigde Naties (2006)
- Resolutie 1727 Veiligheidsraad Verenigde Naties (2006)
- Resolutie 1761 Veiligheidsraad Verenigde Naties
- Resolutie 1763 Veiligheidsraad Verenigde Naties

Lijst ·  1739 ·  1740 ·  1741 ·  1742 ·  1743 ·  1744 ·  1745 ·  1746 ·  1747 ·  1748 ·  1749 ·  1750 ·  1751 ·  1752 ·  1753 ·  1754 ·  1755 ·  1756 ·  1757 ·  1758 ·  1759 ·  1760 ·  1761 ·  1762 ·  1763 ·  1764 ·  1765 ·  1766 ·  1767 ·  1768 ·  1769 ·  1770 ·  1771 ·  1772 ·  1773 ·  1774 ·  1775 ·  1776 ·  1777 ·  1778 ·  1779 ·  1780 ·  1781 ·  1782 ·  1783 ·  1784 ·  1785 ·  1786 ·  1787 ·  1788 ·  1789 ·  1790 ·  1791 ·  1792 ·  1793 ·  1794